# El Cacao (Veraguas)
El Cacao è un comune (corregimiento) della Repubblica di Panama situato nel distretto di Mariato, provincia di Veraguas. Si estende su una superficie di 411,1 km² e conta una popolazione di 529 abitanti (censimento 2010).